# Activision Blizzard
Activision Blizzard, Inc. er en amerikansk computerspilsvirksomhed. Den blev etableret i juli 2008 gennem en fusion mellem Activision, Inc. og Vivendi Games. Activision Blizzard består af fem forretningsenheder: Activision Publishing, Blizzard Entertainment, King.com, Major League Gaming, og Activision Blizzard Studios.
Virksomheden ejer og driver flere computerspilsstudios igennem Activision Publishing, hvilket inkluderer Treyarch, Infinity Ward, High Moon Studios og Toys for Bob. Væsentlige produktioner fra Activision Blizzard omfatter Call of Duty, Crash Bandicoot, Guitar Hero, Tony Hawk's, Spyro, Skylanders, World of Warcraft, StarCraft, Diablo, Hearthstone, Heroes of the Storm, Overwatch, og Candy Crush Saga. De har investeret i e-sport initiativer, mest notable er Overwatch og Call of Duty.